# فین گایپل
فین گایپل (آلمانی: Finn Geipel؛ زادهٔ ۲۳ نوامبر ۱۹۵۸) معمار و استاد دانشگاه اهل آلمان است.
وی یکی از بنیانگذاران دفتر معماری و شهرسازی LIN است.
او از سال ۲۰۰۰ استاد تمام وقت معماری و علم ساختمان در مؤسسه فناوری برلین است.
ژیپل برندهٔ جوایزی همچون لژیون دونور (شوالیه) شده‌است.